# Julius Richard Büchi
Pour les articles homonymes, voir Büchi.
Julius Richard Büchi, né le 31 janvier 1924 à Porto Alegre et mort en 1984, est un mathématicien suisse.

## Biographie
Büchi effectue sa thèse de doctorat à l'École polytechnique fédérale de Zurich sous la direction de Paul Bernays et Ferdinand Gonseth. Il soutient une thèse intitulée « L'ordre partiel de Boole et l'appariement des structures » en 1950. Büchi part travailler à l'université Purdue dans l'Indiana (États-Unis) peu après.
Büchi travaille dans le domaine de la calculabilité et laisse son nom à plusieurs objets :
- l'automate de Büchi est un automate fini qui reconnaît un ensemble de mots infinis (ω-langage) ;
- le problème de Büchi (en) est un problème ouvert en théorie des nombres, relié au dixième problème de Hilbert.

## Publications
- (en) J Richard Büchi et Dirk Siefkes, Finite automata, their algebras and grammars : towards a theory of formal expressions, New York, Springer-Verlag, 1989 (réimpr. 316), 316 p. (ISBN 978-0-387-96905-3 et 978-3-540-96905-1, OCLC 18780506)
- Collected Works of J. Richard Büchi, édition dirigée par Saunders Mac Lane et Dirk Siefkes, New York, Springer, 1990

## Note
- (de) Cet article est partiellement ou en totalité issu de l’article de Wikipédia en allemand intitulé « Julius Richard Büchi » (voir la liste des auteurs).

1. ↑  « https://vls.hsa.ethz.ch/client/link/de/archiv/einheit/12e4fc711b39453f8d5ee27100dfd765 » (consulté le 15 janvier 2025)
2. ↑  « https://vls.hsa.ethz.ch/client/link/de/archiv/einheit/f058cf8c5325495188c04a3502747a83 » (consulté le 15 janvier 2025)
3. ↑  « https://vls.hsa.ethz.ch/client/link/de/archiv/einheit/d695829b26d045cd9f80634b7104c6f0 » (consulté le 15 janvier 2025)
4. ↑  (de) Die Boole'sche Partialordnung und die Paarung von Gefügen.